# Cheveux de Pélé

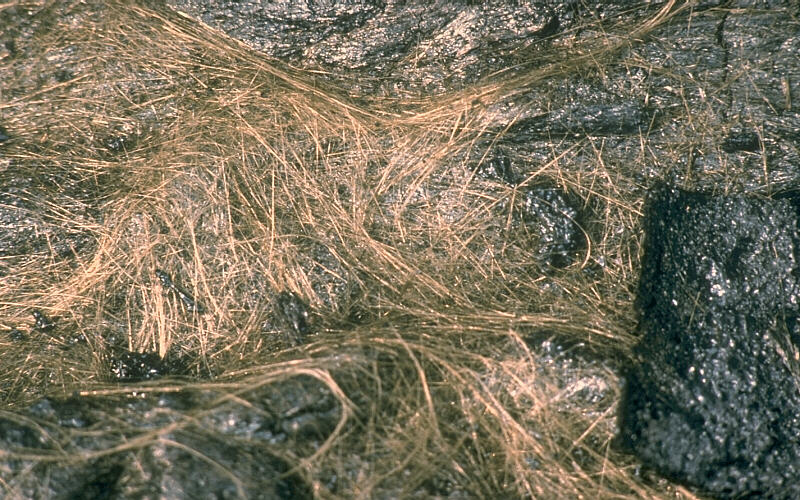
Cheveux de Pélé au Kīlauea à Hawaï.

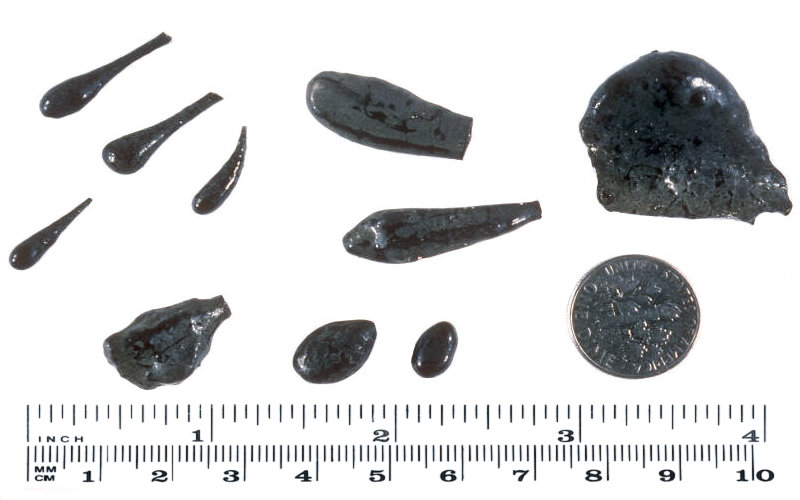
Larmes de Pélé ramassées sur le Kīlauea à Hawaï (la pièce de 10c mesure 18 mm).

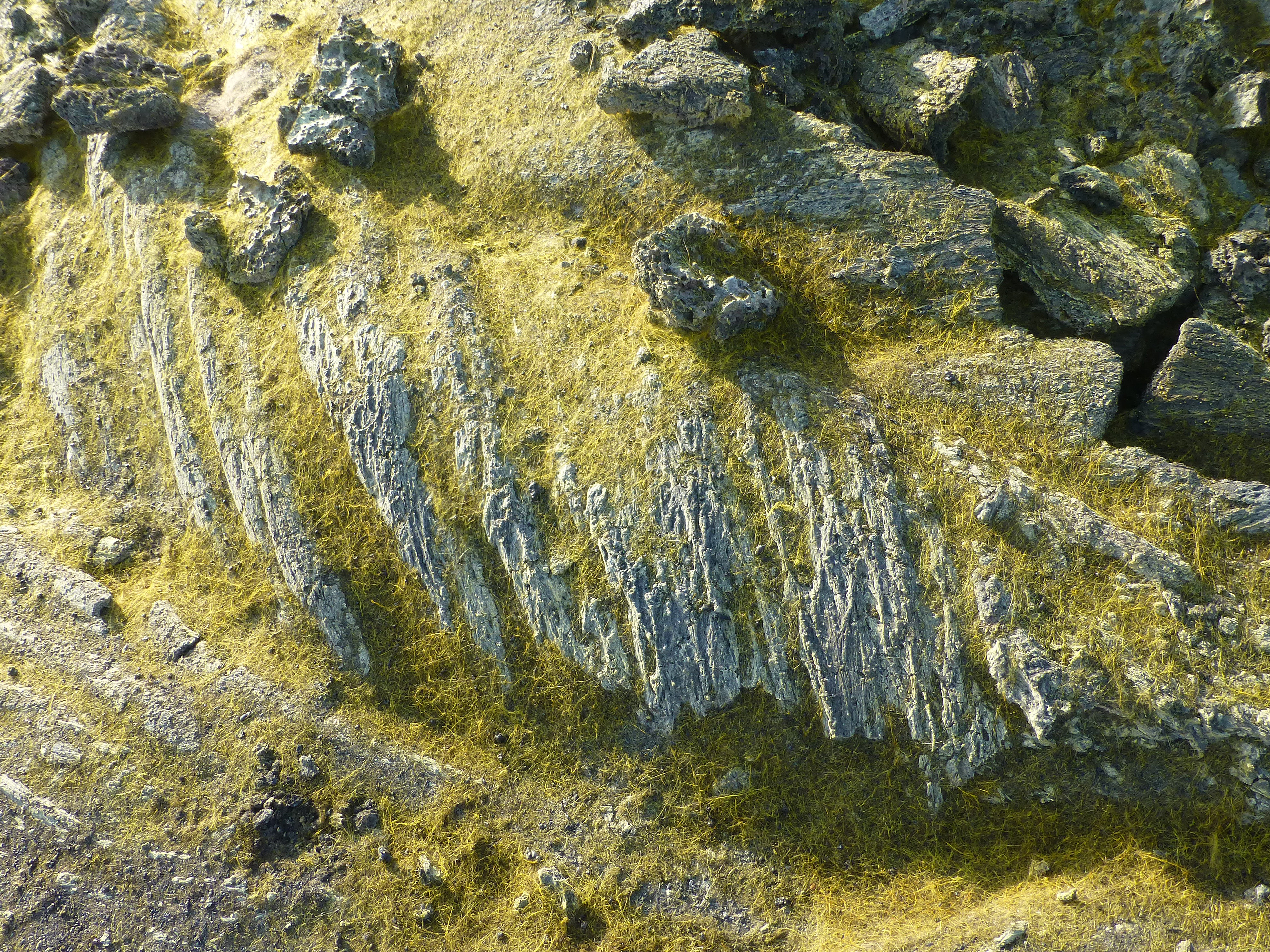
Tapis de cheveux de Pélé sur les flancs de l'Erta Ale en Éthiopie.

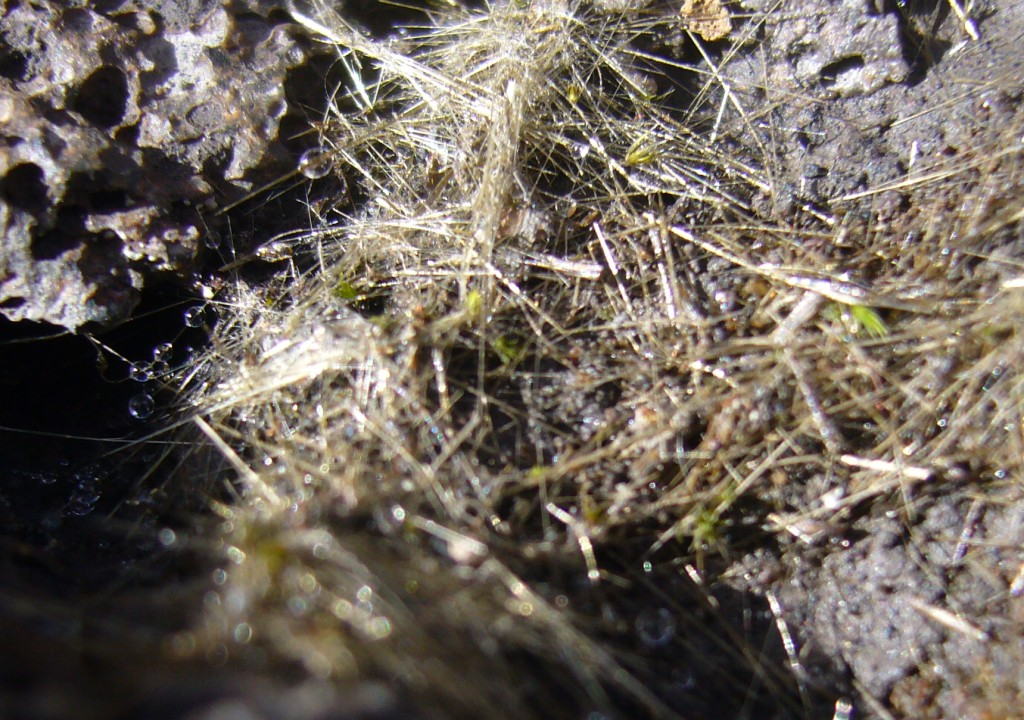
« Cheveux du volcan » ou « de Madame Desbassayns » sur le piton de la Fournaise à La Réunion.

Les cheveux de Pélé, en tahitien Lauoho o Pele ou rouru o pere, sont une roche volcanique (également nommée obsidienne capillaire,,) issue d'une gouttelette de lave très fluide, généralement basaltique, qui s'étire en longs et fins filaments sous l'action du vent. Ce type d'obsidienne tire son nom de Pélé, la déesse hawaïenne du feu et des volcans, – une dénomination utilisée dès le XIXe siècle par des observateurs tels que W. T. Brigham, F. W. Krukenberg ou H. N. Moseley et confirmée par J. D. Dana dans son ouvrage de référence sur l'archipel hawaïen publié en 1890. 
En fonction de la viscosité de la lave et de la force du vent, les cheveux de Pélé peuvent ne pas s'étirer complètement en filaments : ces derniers se terminent alors par une goutte plus ou moins grosse, appelée « larme de Pélé ».

## Distribution
On les rencontre autour des volcans qui émettent des basaltes d'une grande fluidité, comme au Kīlauea sur l'île d'Hawaï, à l'Erta Ale en Éthiopie, ou au piton de la Fournaise à La Réunion où ils sont aussi appelés « cheveux du volcan » ou encore « cheveux de Madame Desbassayns ».
En Islande, le phénomène est appelé Nornahár, soit « cheveux de sorcière ». On en a par exemple trouvé en abondance près du volcan Bárðarbunga lorsqu'il s'est réveillé en 2014-2015.
Lors de l'éruption du mont Mihara sur l'île d'Izu Ōshima (Japon) en novembre 1986, d'importantes retombées de scories et de cheveux de Pélé ont été observées.

## Conséquences
En fonction de la finesse des filaments et de la force du vent, les cheveux de Pélé peuvent être transportés à des kilomètres du lieu de leur formation jusqu'à des zones agricoles. Ils constituent alors une catastrophe naturelle pour les agriculteurs et éleveurs car ces aiguilles sont composées de verre d'origine volcanique qui est aussi dur, cassant et coupant que du verre traditionnel. Les cultures sont alors rendues impropres à la consommation et le bétail ne peut pâturer dans les prés contaminés sous peine de risquer de se perforer le système digestif en les ingérant.